# 磐石山
磐石山（德路固語：:77），舊稱苫原山，是台灣中央山脈北段著名高山奇萊山東側的一座山峰，設有三等三角點編號5986，標高3,106公尺，位於花蓮縣秀林鄉富世村，太魯閣國家公園南中部。為台灣百岳排名第88，九偏之一。位於中央山脈北段主脊自奇萊北峰往東分出連接太魯閣大山的大支脈上，即主脊通往太魯閣山列（奇萊東稜）的樞紐。磐石山往西由奇萊北峰往北連接屏風山、往西連接合歡山、往南連接奇萊主山，磐石山往東連接太魯閣大山、立霧主山、帕托魯山等山。

## 山名
磐石山北麓，即發源於奇萊北峰東北坡的托博闊溪往東北匯入塔次基里溪匯流口右岸河階的平坦稜上、卡拉寶對岸，原居有太魯閣族氏族，故太魯閣族稱其背後依托的此山為，亦有拼寫為，漢語音譯為沙卡亨。沙卡亨社後來由塔次基里溪谷向南遷徙，翻越太魯閣山列（奇萊東稜），進入木瓜溪流域北岸成為巴托蘭群，仍稱為沙卡亨社。日治時記為「 (Shikahen)」，亦以日文漢字「／ (Sakahen)」轉譯，能高越嶺道在木瓜溪北岸當地的駐在所即稱為。戰後將改稱「磐石」，將此山稱為磐石山，能高越的改稱為「磐石保線所」。:54-55,73-74,77

### 命名
中華民國海軍於2015年服役的磐石號油彈補給艦，艦名即取自此山。

## 登山事故
國立臺灣師範大學助理教授賴俊祥為了研究楚南氏山椒魚族群分布，2016年6月25日與研究團隊攀登奇萊北峰，卻在27日下午於磐石山東坡池附近失足墜崖，掉落300公尺深的北邊溪溝。四十七歲的賴俊祥，原為花蓮縣人，自國立花蓮高級中學畢業後，北上就讀台師大生命科學系，曾在2008年發表觀霧山椒魚、南湖山椒魚2種台灣特有新種，還參與橙腹樹蛙、諸羅樹蛙的發表，已取得博士學位。